# Królestwo Sarawaku
Królestwo Sarawaku – historyczne państwo istniejące na wyspie Borneo w latach 1841–1946 pod rządami dynastii Brooke.
Jego założycielem był James Brooke, brytyjski awanturnik i oficer. W 1841 roku stłumił powstanie na rzecz sułtana Brunei i ogłosił się radżą. James Brooke przeprowadził liczne reformy, stworzył system administracyjny bazujący na brytyjskiej biurokracji, wyemitował walutę, zniósł niewolnictwo oraz ustanowił parlament. Pierwszym państwem, które uznało niepodległość Sarawaku były Stany Zjednoczone, które zrobiły to w 1850 roku, Wielka Brytania zaś w 1868. James panował do 1868 roku, jego następcą został jego siostrzeniec Charles Brooke, za którego rządów doszło do rozwoju kulturowego w wyniku utworzenia Muzeum Sarawaku (ang. Sarawak State Museum). W 1888 roku Sarawak stał się protektoratem brytyjskim. Po śmierci Charlesa w 1917 władcą został jego syn, Charles Vyner Brooke, który wprowadził w październiku 1941 roku konstytucję oraz monarchię konstytucyjną. W czasie II wojny światowej Sarawak znalazł się pod okupacją japońską, a władca udał się na wygnanie do Australii. Po wojnie Charles Vyner zdecydował przekazać Sarawak Brytyjczykom, co miało miejsce 1 lipca 1946 roku, a on sam abdykował.

## Władcy[5]
- James Brooke (1841–1868)
- Charles Brooke (1868–1917)
- Charles Vyner Brooke (1917–1946)